# Respirovirus
Respirovirus es un género de virus con ARN monocatenario de polaridad negativa. Se clasifica dentro del orden Mononegavirales, familia paramyxoviridae. Algunas especies pueden producir enfermedad respiratoria en humanos, mientras que otras solo afectan a animales.
Los respirovirus humanos HPIV-1 y HPIV-3 se encuentran distribuidos mundialmente y son una causa importante de enferemdades del tracto respiratorio en niños, la mayoría se infectan a las edades de 2 a 4 años y la incidencia de infección puede ser tan alta como 67 de 100 niños por año durante los dos primeros años de vida.
Intentos de desarrollar vacunas contra los HPIVs no han sido exitosos debido a una inmunidad incompleta producida por infecciones naturales, el propósito principal de una vacuna sería decrecer la severidad de la infección natural por el virus. Aun así, los resultados han sido decepcionantes, donde los antigénicos han fallado a inducir resistencia a los virus.

## Especies
- Virus parainfluenza bovina 3. Causa enfermedad respiratoria en el ganado bovino, que suele ser leve, pero puede provocar complicaciones por sobreinfección bacteriana.

- Virus parainfluenza humana 1. Causa crup (laringotraqueitis) en niños.

- Virus parainfluenza humana 3. Causa bronquiolitis en niños.

- Virus parainfluenza porcina 1.

- Virus Sendai. También llamado SeV por sus siglas en inglés (Sendai Virus), provoca enfermedad respiratoria muy contagiosa que afecta a ratones, hámsteres, ratas, cobayas y ocasionalmente cerdos.

- Respirovirus no clasificados.